# Rockstar New England
Rockstar New England Inc. (dříve Mad Doc Software LLC) je americké vývojářské studio Rockstar Games, které sídlí v Andoveru. Studio založil bývalý zaměstnanec Activisionu Ian Lane Davis v listopadu 1999 pod názvem Mad Doc Software. Studio poprvé pomáhalo Activisionu s vývojem hry Star Trek: Armada a vedlo vývoj jeho pokračování Star Trek: Armada II. Vedle několika menších projektů, jako bylo například dokončení zrušené hry Jane's Attack Squadron od uzavřené společnosti Looking Glass Studios, Mad Doc Software dosáhlo úspěchu díky herní sérii Empire Earth. Nicméně díl Empire Earth III byl negativně přijat, což vedlo k ukončení celé franšízy.
Mad Doc Software spolupracovalo s Rockstar Games na vývoji Bully: Scholarship Edition, remasteru původního Bully. V dubnu 2008 koupilo Take-Two Interactive, mateřská společnost Rockstar Games, studio Mad Doc Software. To se následně stalo součástí Rockstar Games a bylo přejmenováno na Rockstar New England. Rockstar New England od té doby vyvinulo port hry Grand Theft Auto IV pro Microsoft Windows (2009) a pomáhalo s vývojem her Red Dead Redemption (2010), L.A. Noire (2011), Max Payne 3 (2012) a Grand Theft Auto V (2013).

## Vyvinuté tituly

### Jako Mad Doc Software
| Rok  | Název                                 | Platformy                                      | Vydavatel                  | Poznámky                                                     |
| ---- | ------------------------------------- | ---------------------------------------------- | -------------------------- | ------------------------------------------------------------ |
| 2000 | Star Trek: Armada                     | Microsoft Windows                              | Activision                 | Pomáhalo společnosti Activision s vývojem                    |
| 2001 | Star Trek: Armada II                  | Microsoft Windows                              | Activision                 | —                                                            |
| 2002 | Jane's Attack Squadron                | Microsoft Windows                              | Xicat Interactive          | Převzalo vývoj od uzavřené společnosti Looking Glass Studios |
| 2002 | Empire Earth: The Art of Conquest     | Microsoft Windows                              | Sierra Entertainment       | —                                                            |
| 2003 | Dungeon Siege: Legends of Aranna      | Microsoft Windows                              | Microsoft Game Studios     | Vyvinuto společně se společností Gas Powered Games           |
| 2005 | Empire Earth II                       | Microsoft Windows                              | Vivendi Universal Games    | —                                                            |
| 2006 | Empire Earth II: The Art of Supremacy | Microsoft Windows                              | Vivendi Universal Games    | —                                                            |
| 2006 | Star Trek: Legacy                     | Microsoft Windows, Xbox 360                    | Bethesda Softworks         | —                                                            |
| 2007 | Empire Earth III                      | Microsoft Windows                              | Vivendi Games              | —                                                            |
| 2008 | Turok                                 | Microsoft Windows, PlayStation 3, Xbox 360     | Disney Interactive Studios | Pomáhalo společnosti Propaganda Games s vývojem              |
| 2008 | Bully: Scholarship Edition            | Android, iOS, Microsoft Windows, Wii, Xbox 360 | Rockstar Games             | Remaster hry Bully od Rockstar Vancouver                     |

### Jako Rockstar New England
| Rok  | Název                 | Platformy                                                                                           | Vydavatel      | Poznámky                                                                                  |
| ---- | --------------------- | --------------------------------------------------------------------------------------------------- | -------------- | ----------------------------------------------------------------------------------------- |
| 2008 | Grand Theft Auto IV   | Microsoft Windows                                                                                   | Rockstar Games | Pouze portován, a to společně s Rockstar Toronto; hra vyvinutá společností Rockstar North |
| 2010 | Red Dead Redemption   | PlayStation 3, Xbox 360                                                                             | Rockstar Games | Pomáhalo společnosti Rockstar San Diego s vývojem                                         |
| 2011 | L.A. Noire            | Microsoft Windows, Nintendo Switch, PlayStation 3, PlayStation 4, Xbox 360, Xbox One                | Rockstar Games | Pomáhalo společnosti Team Bondi s vývojem                                                 |
| 2012 | Max Payne 3           | macOS, Microsoft Windows, PlayStation 3, Xbox One                                                   | Rockstar Games | Vyvinuto jako součást Rockstar Studios                                                    |
| 2013 | Grand Theft Auto V    | Microsoft Windows, PlayStation 3, PlayStation 4, PlayStation 5, Xbox 360, Xbox One, Xbox Series X/S | Rockstar Games | Pomáhalo společnosti Rockstar North s vývojem                                             |
| 2018 | Red Dead Redemption 2 | Microsoft Windows, PlayStation 4, Stadia, Xbox One                                                  | Rockstar Games | Vyvinuto jako součást Rockstar Studios                                                    |